# Matrice mal condizionata
In matematica, e più precisamente in analisi numerica, una matrice mal condizionata è una
matrice quadrata {\displaystyle A} in cui piccole perturbazioni negli elementi di {\displaystyle A}, o piccole variazioni del vettore b, producono grandi variazioni nelle soluzioni x del sistema lineare
{\displaystyle Ax=b.\,\!}
Un tale sistema è detto mal condizionato. In tal caso i metodi numerici per quanto accurati producono errori più grandi del dovuto.